# Mariani
Mariani es una localidad de la India en el distrito de Jorhat, estado de Assam.

## Geografía
Se encuentra a una altitud de 117 m s. n. m. a 317 km de la capital estatal, Dispur, en la zona horaria UTC +5:30.

## Demografía
Según estimación 2010 contaba con una población de 20 345 habitantes.